# William Fiennes, 2. Baron Saye and Sele
William Fiennes, 2. Baron Saye and Sele (* 1428; † 14. April 1471) war ein englischer Adliger.

## Leben
William Fiennes war ein englischer Adliger und Soldat, der im Hundertjährigen Krieg und in den Rosenkriegen kämpfte. Unter König Heinrich VI. wurde William Fiennes zwei Mal ins Parlament berufen, erlangte die Position des Knight of the Body. und wurde zum Privy Counsellor ernannt.
Er wurde vom König nach Frankreich entsandt und diente dort von 1452 bis 1460 im englischen Heer.
Im Verlauf der Rosenkriege wechselte William Fiennes die Seite und kämpfte für das Haus York im Juli 1460 bei der Schlacht von Northampton, im Februar 1461 bei der Zweiten Schlacht von St Albans. und im März 1461 bei dem entscheidenden Sieg in der Schlacht von Towton. an der Seite von Edward, Earl of March, dem späteren Eduard IV.
Nach der Krönung Eduard IV. zum König 1461, wurde William Fiennes zum Constable of Porchester Castle, Constable of Pevensey Castle und Keeper of the new forests ernannt. Er wurde auch zum Vice Admiral unter Richard Neville, 16. Earl of Warwick erhoben.
Als Eduard IV. im Herbst 1470 gezwungen war nach Flandern ins Exil zu fliehen, begleitete William Fiennes seinen König.
Im darauffolgenden Jahr kehrte William Fiennes im Gefolge Eduards IV. und einer kleinen Armee nach England zurück.
William Fiennes, 2. Baron Saye and Sele, fiel am 14. April 1471 bei der Schlacht von Barnet.
Er wurde in der Kirche des St Thomas’ Hospital, Southwark London bestattet.

## Familie
Eltern von William Fiennes waren James Fiennes, 1. Baron Saye and Sele und Emmeline Cromer of Willingham.

## Ehe und Nachkommen
William Fiennes war verheiratet mit Margaret, Tochter des William Whickham. Mit ihr hatte er drei Kinder:
- Henry Fiennes, 3. Baron Saye and Sele;
- Richard Fiennes, 4. Baron Saye and Sele;
- John Fiennes.